# Aguemoune
Aguemoune es una localidad situada en lo alto de una cresta montañosa de la comuna de Boukhelifa en la provincia de Bugía (Béjaïa), perteneciente a la región de Cabilia, al norte de Argelia.
Se la conoce sobre todo por ser la ciudad natal de los padres del futbolista y entrenador Zinedine Zidane.